# Ismaël Béko Fofana
Ismaël Béko Fofana (* 8. September 1988 in Abidjan) ist ein ivorischer ehemaliger Fußballspieler.

## Karriere
Der Stürmer stand von 2006 bis 2010 bei Charlton Athletic unter Vertrag, absolvierte für den Verein kein einziges Ligaspiel und spielte leihweise in Norwegen und Frankreich. Danach kehrte er in sein Heimatland zurück. 2012 kam er zum armenischen Klub FC Schirak Gjumri. 2013 wurde er an Zob Ahan Isfahan verliehen. 2013 wurde der Ivorer vom FK Partizan Belgrad verpflichtet. 2015 verbrachte Fofana in China. 2016 ging er erneut nach Serbien. Im Frühjahr 2017 wurde er an Ertis Pawlodar aus der kasachischen Premjer-Liga verliehen. Bis Ende 2022 spielte er weiter in Serbien, Zypern, Aserbaidschan, erneut Serbien und in Armenien.